# Jawtuchy
Jawtuchy (ukr. Явтухи, hist. pol. Jołtuchy) – wieś na Ukrainie, w obwodzie chmielnickim, w rejonie chmielnickim, w hromadzie Derażnia. W 2001 liczyła 661 mieszkańców, spośród których 653 wskazało jako ojczysty język ukraiński, 6 rosyjski, a 2 białoruski.